# Erythroxylum rosuliferum
Erythroxylum rosuliferum là một loài thực vật có hoa trong họ Erythroxylaceae. Loài này được O.E.Schulz mô tả khoa học đầu tiên năm 1907.